# Khoku
Khoku (nep. खोकु) – gaun wikas samiti we wschodniej części Nepalu w strefie Kośi w dystrykcie Dhankuta. Według nepalskiego spisu powszechnego z 2001 roku liczył on 768 gospodarstw domowych i 4175 mieszkańców (2117 kobiet i 2058 mężczyzn).